# Nuśmice
Nuśmice (ukr. Нісмичі), 1951–1993 Podilske (ukr. Подільське) – wieś na Ukrainie, w rejonie czerwonogrodzki obwodu lwowskiego. Wieś liczy około 175 mieszkańców.
Wieś położona w powiecie bełskim województwa bełskiego była własnością kanclerza Jerzego Ossolińskiego w 1645. W 1739 roku należała do klucza Uhrynów Lubomirskich. 
Na początku XX wieku właścicielem dóbr tabularnych był Eustachy Rylski.
W II Rzeczypospolitej do 1934 samodzielna gmina jednostkowa. Następnie należała do zbiorowej wiejskiej gminy Chorobrów w powiecie sokalskim w woj. lwowskim. Podczas wojny Nuśmice odłączono od gminy Chorobrów, włączając je do gminy Dołhobyczów w powiecie hrubieszowskim. Po wojnie wieś weszła w skład powiatu hrubieszowskigo w woj. lubelskim, pozostając w gminie Dołhobyczów. W 1951 roku wieś została przyłączona do Związku Radzieckiego w ramach umowy o zamianie granic z 1951.
W 1972 roku do Nuśmic włączono obszar zniesionej wsi Pawłowice.